# Źródełko Jurajskie
Źródełko Jurajskie – źródło na Garbie Tenczyńskim w Regulicach. Jeden z początkowych wypływów Regulki.
Od XVI w. zasilało dwa młyny i tartak. W 1883 roku planowano wybudowanie ujęcia wód źródła dla potrzeb wodociągów krakowskich, jednak ze względu na wysokie koszty budowy pomysł ten zarzucono. Jest źródłem z kamienną obudową, które zostało ujęte w 1971 roku dla potrzeb mieszkańców wsi, a nadmiar wody wpływa do Regulki. Nad źródłem, w kamiennej ścianie znajduje się kapliczka. Obszar wchodzi w skład miejscowego ekomuzeum. Wydajność źródła wynosi 23 l/s, a temperatura wody 9,3 °C.